# Mahmud ben Osman
Mahmud ben Osman även känd som Lami, död 1532 eller 1533, var en turkisk diktare.
Mahmud ben Osman var starkt influerad av Abd al-Rahman Jami och av sufismen. Han är känd som den turkiska litteraturens mest mångsidige poet under blomstringstiden 1453-1600. Som prisais är Mahumd ben Osman mest känd som översättare och omarbetare av Jami. Hans poetiska produktion om fattar bland annat en Dīvān (10.000 verser), hans mest kända verk vid sidan av hans dikter, som främst behandlar persiskt sagostoff, med sagor som Visā ū- Rāmin, Vāmik ū- 'Azrā och Ferhādnāme.